# Волович, Владислав
Владислав Воло́вич  (пол. Władysław Wołłowicz; 1615 — 15 сентября 1668, Вильна) — государственный и военный деятель Великого княжества Литовского из рода Воловичей. Хорунжий трокский (1636—1653), писарь польный литовский (1639—1653), каштелян смоленский с 1653 года, воевода витебский с 1656 года, гетман польный литовский (1667—1668).

## Биография
Сын великого писаря литовского, а затем епископа виленского Петра Воловича (ум. 1630). В детстве был отдан отцом ко двору Владислава IV. Участвовал в русско-польской войне 1632—1634 годов, в 1634 году попал в плен. Российский воевода Шеин отпустил Владислава, чтобы тот передал королю и великому князю мирное предложение.
По возвращении из плена долго находился при короле. В 1647 году был избран послом на Сейм Речи Посполитой. Во время восстания Хмельницкого заменил заболевшего великого гетмана Януша Кишку. Шляхетский отряд под его началом был несколько раз разбит казаками и другими повстанцами в Мозырском повете. Владислав с отрядом закрылся в Слуцке. Впоследствии одержал несколько побед над казакамии и восставшими крестьянами под Воложином, Речицей, Бобруйском и Чериковым.
Во время войны с Россией возглавил литовское войско, в 1658 году одержал победу около Глубокого. В следующем году литовская армия под его руководством была разбита войсками воеводы Ивана Хованского. Во время шведского «Потопа» сопровождал короля в его изгнании в Силезию.
В 1667 году Владислав Волович присоединился к партии Пацов, при подедржке которых получил от польского короля Яна Казимира Вазы должность гетмана польного литовского. После отречения от престола Яна II Казимира в 1668 году поддерживал кандидатуру царевича Фёдора Алексеевича на трон Речи Посполитой.
Был женат на Анне Козел-Поклевской, от брака с которой имел единственную дочь Людвику.